# Otus thilohoffmanni
Otus thilohoffmanni (лат.) — вид птиц рода совок из семейства совиных. Самая недавно обнаруженная птица Шри-Ланки. Была впервые услышана шри-ланкийским орнитологом Дипалом Варакагодой по незнакомому крику «пу-у-у» в тропических лесах Китулгала. Шесть лет спустя учёный увидел O. thilohoffmani 23 января 2001 года в Синхарадже и официально описал как новый для науки вид в 2004 году.
Это первая птица, обнаруженная на Шри-Ланке с 1872 года, когда в 1872 была обнаружена цейлонская синяя птица. Это также 24-й (по некоторым данным 27-й) эндемичный вид птиц Шри-Ланки.

## Среда обитания и охранный статус
Согласно МСОП, является «Вымирающим видом». Среда обитания — тропические леса Шри-Ланки на высоте от 30 до 530 метров. Эти районы очень часто представляют собой вторичные леса с густым подлеском. Очень небольшая популяция, количество взрослых особей на конец января 2006 года оценивается в 80 животных, по другим данным 150—700. Скорее всего, численность особей вида сокращается из-за потери среды обитания и вылова птиц, а также из-за сокращения популяций насекомых, которые, в свою очередь, погибают из-за загрязнения среды обитания. Предполагается обитание в некоторых заповедниках Шри-Ланки. Ведёт ночной образ жизни и охотится на насекомых (например, жуков и мотыльков) близко к земле.

## Описание
Эта сова также может маскироваться среди мёртвых и сухих листьев. Как и большинство сов, она ведёт строго ночной образ жизни. Кричать начинает в сумерках, частота криков возрастает примерно за два часа до рассвета. В отличие от двух других видов совиных на Шри-Ланке, ошейниковой совки (Otus bakkamoena) и восточной совки (Otus sunia), её лицевой диск слабо выражен. Общий цвет этой короткохвостой совы длиной 16,5 см красновато-коричневый с более бледным брюхом, покрытым мелкими чёрными пятнами. По весу птицы данных нет, длина крыла 128—140 мм, хвоста 66—63 мм. Радужка глаз коричнево-жёлтая (более оранжевая у самцов), а ноги бледно-мясистые. Лапки оперены менее чем на половину своей длины. Голые части тонких и нежных лапок и пальцев ног розовато-белые, когти цвета слоновой кости. Когти и клюв бледного цвета слоновой кости. Верхняя часть тела взрослого животного рыжая. Эта сова с оранжево-жёлтыми глазами и обычно без видимых ушных пучков. Спина в черноватую крапинку. Хвост очень короткий. Нижняя половина ног и пальцы голые, бледно-розовато-серые. Клюв розовато-белый. Похожие виды сов рода совок имеют видимые пучки ушей. Верхняя часть тела взрослого рыжевато-коричневая, в целом пятнисто-черноватая. Белых пятен нет, но есть несколько более бледных участков вокруг черноватых пятен. Перья крыльев и хвоста с рыжеватыми наружными перепонками и в основном черноватыми внутренними. Полётные и хвостовые перья с широкими, равномерно расположенными рыжеватыми и черноватыми полосами. Нижняя часть: грудка бледно-рыжая, довольно регулярно усеянная треугольными черноватыми пятнами. Брюшко и подхвостье — кроющие более бледные перья, чем грудка, и без пятен. Ноги покрыты светло-рыжим оперением примерно до середины предплюсны, нижняя половина предплюсны и пальцы голые. Голова равномерно рыжеватая с беловатыми надбровными дужками. Лицевой диск не очень выпуклый, коричневато-рыжий, без отчётливого ободка. Глаза большие, оранжево-жёлтые, возможно, немного более бледно-жёлтые у самок. Оранжево-жёлтая радужная оболочка окружена ярким чёрным кольцом. Внутренние веки черноватые, с очень узким розоватым ободком орбиты. У молодых особей пальцы мясисто-розовые, и относительно длинный клюв цвета слоновой кости.
Песня самца состоит из серии чревовещательных, коротких, музыкально пронзительных, дрожащих нот, каждая с частотой 0,55—0,7 кГц и продолжительностью 0,3 секунды. Они повторяются с интервалом в 22—35 секунд. Мелодия самок похожа, но немного выше по тону и более трепетная. Каждая нота песни самца может быть расшифрована как «ухувво», сначала слегка повышающаяся по тону, а затем понижающаяся.
Эта птица изображена на банкноте номиналом 20 шри-ланкийских рупий (серия 2010 года).

## Таксономия
В 2006 и 2007 годах шри-ланкийские орнитологи опубликовали две статьи в журнале Loris, в которых задавался вопрос, является ли Otus thilohoffmanni отдельным видом от совок Индии или она является подвидом другого вида. Впоследствии этот вид был признан самостоятельным видом двумя авторами, которые ранее размышляли о его «таксономической неопределенности» в упомянутых выше статьях и в некоторых других работах. Вопрос о «кисточках на ушах» у этого вида, который привел к вопросу о его «таксономической неопределенности», уже подробно рассматривался в двух других статьях.